# Dammsjön (Torsåkers socken, Gästrikland, 669618-153612)
Dammsjön är en sjö i Hofors kommun i Gästrikland och ingår i Gavleåns huvudavrinningsområde. Sjön är 3 meter djup, har en yta på 0,177 kvadratkilometer och är belägen 134,1 meter över havet. Sjön avvattnas av vattendraget Dalkarlssjöbäcken.

## Delavrinningsområde
Dammsjön ingår i det delavrinningsområde (669565-153578) som SMHI kallar för Ovan 669623-153615. Medelhöjden är 144 meter över havet och ytan är 1,03 kvadratkilometer. Räknas de 3 avrinningsområdena uppströms in blir den ackumulerade arean 7,31 kvadratkilometer. Dalkarlssjöbäcken som avvattnar avrinningsområdet har biflödesordning 4, vilket innebär att vattnet flödar genom totalt 4 vattendrag innan det når havet efter 81 kilometer. Avrinningsområdet består mestadels av skog (74 procent). Avrinningsområdet har 0,19 kvadratkilometer vattenytor vilket ger det en sjöprocent på 18,1 procent.